# Gamme tempérée
 (décembre 2019).
Dans la théorie de la musique occidentale, la gamme tempérée, gamme au tempérament égal, tempérament égal, est le système d'accord qui divise l'octave en intervalles chromatiques égaux (c'est-à-dire que le rapport des fréquences de deux notes adjacentes est toujours le même).
Le plus répandu est un découpage en 12 intervalles. Cependant, il est possible d'en utiliser un nombre différent, dans le but d'obtenir les « tempéraments par division multiple ».

Gamme chromatique ascendante et descendante

## Histoire
Depuis l'accord pythagoricien, les théoriciens de la musique ont créé les tempéraments mésotoniques et inégaux, en répartissant les commas de diverses façons entre les intervalles purs.
Les principaux commas sont suffisamment proches pour que les différents tempéraments imaginés au cours des XVIe, XVIIe et XVIIIe siècles visent à simplifier la gamme en les assimilant. C'est ainsi que, depuis la fin de la Renaissance, les instruments à clavier disposent, en général, de claviers avec sept touches naturelles (les marches) et cinq touches altérées (les feintes) par octave.
L'assimilation des notes diésées et bémolisées — qui consistait à privilégier les unes par rapport aux autres — n'impliquait en aucune façon l'égalité de tous les intervalles chromatiques, jusqu'à ce que l'on généralise le tempérament égal.
Depuis le début du XVIe siècle, pour l’accord des instruments à cordes et à frettes, tels que le luth, la guitare, la viole, etc., les frettes disposées au travers du manche sont constituées de cordes nouées autour du manche, de façon à pouvoir glisser facilement et régler le tempérament au moment de jouer. Lorsque les musiciens jouent avec un clavecin, ils règlent les frettes mobiles en se calant sur l'accord qui a été effectivement réalisé au clavecin. Le tempérament égal est déjà mentionné par Marin Mersenne et par Michael Prætorius, à propos des violes, mais il est  alors peu utilisé.
La gamme tempérée a commencé à se populariser à la fin de la période baroque et s'est généralisée par la suite.
Il reste à souligner que la nécessité absolue d'un tempérament égal véritablement strict n'a de raison d'être qu'avec l'arrivée de la musique sérielle (dont Arnold Schoenberg et la Seconde école de Vienne ont jeté les bases), qui finalement est la première à tirer pleinement parti de ses caractéristiques complètement homogènes, en se l'assimilant.[réf. nécessaire] La gamme tempérée est en effet purement une série (une série de notes également réparties, mais dépourvues de consonances communes autres qu'approximatives), et non le résultat explicite d'une construction harmonique, tels que le sont les autres systèmes.
Le mathématicien flamand Simon Stevin (1548-1620) est l'auteur de la division de la gamme musicale en douze demi-tons tempérés égaux, telle que nous la connaissons aujourd'hui.

## Théorie arithmétique
Les théoriciens ont recherché, dans la tradition pythagoricienne, les rapports exacts entre les fréquences des notes, comme si elles étaient exactement harmoniques et comme si on pouvait entendre ou mesurer avec une précision infinie une vibration sonore.
Le rapport d'octave étant égal à 2 et contenant douze intervalles égaux (12 demi-tons) en progression géométrique, soit 2 = r12, le rapport de fréquences du demi-ton à tempérament égal est :
{\displaystyle r={\sqrt[{12}]{2}}=2^{1/12}\approx 1{,}059}.
La quinte tempérée égale 7 demi-tons, soit r7 = 27⁄12 (environ 1,498), soit un écart de 0,11 % environ par rapport à la quinte juste de rapport 3/2 = 1,5.
On peut aussi considérer que le comma pythagoricien est réparti selon douze parts égales entre les douze quintes du cycle. Le comma pythagoricien vaut  312/219 : le douzième de comma vaut donc (312/219)1/12 ou 3/(219/12). La quinte tempérée (quinte pure diminuée d'un douzième de comma) vaut donc (3/2)/(3/(219/12)) soit 219/12 – 1 = 27/12 : nous retrouvons le même résultat.
Les théoriciens anciens ont trouvé, pour le demi-ton qui est à la fois diatonique et chromatique, des rapports approchés qui puissent résulter d'une construction à la règle et au compas. Au XVIe siècle, Vincenzo Galilei a proposé 18/17 ; ce nombre élevé à la puissance 12 vaut environ 1,986, proche de 2, rapport de l'octave. Au XVIIe siècle, Marin Mersenne a proposé {\displaystyle {\sqrt[{4}]{\dfrac {2}{3-{\sqrt {2}}}}}} qui l'approche encore plus précisément : ce nombre élevé à la puissance 12 vaut  {\displaystyle \left({\dfrac {2}{3-{\sqrt {2}}}}\right)^{3}={\dfrac {280+360{\sqrt {2}}}{343}},} soit environ 2,006.

## Qualités musicales
La gamme tempérée permet les modulations à l'infini — c'est d'ailleurs la raison de son adoption générale. Elle uniformise les demi-tons, diatoniques ou chromatiques (cette propriété ne transparaît pas dans la notation musicale - voir les articles relatifs au solfège). La quinte du loup disparaît, ainsi que toutes les colorations des tonalités, qui deviennent équivalentes dans un même mode.
À part les octaves, tous les intervalles sont, acoustiquement parlant, légèrement faux.
- les quintes sont relativement justes, issues de la quinte pure diminuée d'un douzième de comma pythagoricien, valeur faible ;
- les quartes sont légèrement trop grandes (même raison) ;
- les tierces sont meilleures que les tierces pythagoriciennes, beaucoup trop grandes, qui sont réduites d'un tiers de comma pythagoricien, donc d'une fraction un peu supérieure du comma syntonique. Elles sont néanmoins encore éloignées de la pureté ;
- la même remarque vaut pour les sixtes, trop petites ;
- les secondes (ou tons) s'éloignent d'un sixième de comma de la valeur juste et perdent également en pureté, trop petites ;
- les septièmes sont trop grandes d'un sixième de comma, en conséquence.

Voir le tableau ci-dessous.
Ces particularismes bien réels, n'ont pu empêcher les musiciens de s'y rallier, car les avantages en termes de composition et d'expressivité l'ont emporté.
L'adoption générale du tempérament égal aux récents siècles passés s'explique également par une évolution esthétique de l'art en général. À la brillance des couleurs baroques correspond le clavecin, au son cristallin, accordé en tempérament inégal, avec des intervalles assez purs. À la douceur mélancolique de la période romantique correspond le piano, à la sonorité moins définie, plus douce et enveloppée, qui ouvre la porte aux intervalles plus approximatifs mais réguliers du tempérament égal.
La gamme tempérée est difficile à accorder (ce qui explique en partie son application tardive) : pour réaliser le tempérament égal, il faut établir des dissonances toutes égales à l'intérieur d'une octave, ce qui s'obtient par la faculté d'apprécier les rapidités des battements. L'amateur possesseur d'un clavecin est rompu, par la force des choses, à l'art d'accorder son instrument selon l'un ou l'autre des tempéraments légués par le XVIIIe siècle, ce qui nécessite le plus souvent, de la même façon, la faculté d'apprécier les battements par seconde. Avec un peu de pratique, il peut assez facilement accorder son clavecin au tempérament égal s'il le veut vraiment. Il en est de même au piano-forte. Au piano moderne, cependant, la technique nécessite un geste particulier pour obtenir d'emblée le blocage parfait de la cheville exactement dans la bonne position, ce qui est hors de portée pratique de l'amateur : le piano moderne et ses caractéristiques acoustiques inharmoniques est à l'origine du métier d'accordeur de pianos.

### Comparaison de trois systèmes de division de l'octave
| Fréquences des notes dans 3 systèmes, do = 264 Hz |                  |                    |                |
| Note                                              | Intonation juste | Gamme de Pythagore | Gamme tempérée |
| do                                                | 264,00           | 264,00             | 264,00         |
| do♯                                               | 275,00           | 281,92             | 279,70         |
| ré                                                | 297,00           | 297,00             | 296,33         |
| mi♭                                               | 316,80           | 312,89             | 313,95         |
| mi                                                | 330,00           | 334,13             | 332,62         |
| fa                                                | 352,00           | 352,00             | 352,40         |
| fa♯                                               | 371,25           | 375,89             | 373,35         |
| sol                                               | 396,00           | 396,00             | 395,55         |
| sol♯                                              | 412,50           | 422,88             | 419,07         |
| la                                                | 440,00           | 445,50             | 443,99         |
| si♭                                               | 475,20           | 469,33             | 470,39         |
| si                                                | 495,00           | 501,19             | 498,37         |
| do                                                | 528,00           | 528,00             | 528,00         |

N.B. — Dans ce tableau :
1. La note do commune à 264 Hz donne le la3 à 440 Hz (diapason actuel) dans l'intonation juste.
2. Les gammes naturelles sont représentées par l'intonation juste à partir de do.
3. La gamme de Pythagore est montée de telle façon que la quinte du loup soit entre sol♯ et mi♭.

| Note | Intonation juste | Gamme de Pythagore | Gamme tempérée |
| ---- | ---------------- | ------------------ | -------------- |
| do   | 264,00           | 260,74             | 261,63         |
| do♯  | 275,00           | 278,44             | 277,18         |
| ré   | 297,00           | 293,33             | 293,66         |
| mi♭  | 316,80           | 309,03             | 311,13         |
| mi   | 330,00           | 330,00             | 329,63         |
| fa   | 352,00           | 347,65             | 349,23         |
| fa♯  | 371,25           | 371,25             | 369,99         |
| sol  | 396,00           | 391,11             | 392,00         |
| sol♯ | 412,50           | 417,66             | 415,30         |
| la   | 440,00           | 440,00             | 440,00         |
| si♭  | 475,20           | 463,54             | 466,16         |
| si   | 495,00           | 495,00             | 493,88         |
| do   | 528,00           | 521,48             | 523,25         |

N.B. — Dans ce tableau :
1. La note la est commune à 440 Hz (diapason actuel).
2. Les gammes naturelles sont représentées par l'intonation juste à partir de do.
3. La gamme de Pythagore est montée de telle façon que la quinte du loup soit entre sol♯ et mi♭.